# John Keiller Greig
Pour les articles homonymes, voir Greig.
John Keiller Greig, né le 12 juin 1881 à Dundee (Écosse) et mort en 1971 à Ballater (Écosse), est un patineur artistique britannique, trois fois champion de Grande-Bretagne en 1907, 1909 et 1910.

## Biographie

### Carrière sportive
John Keiller Greig est triple champion de Grande-Bretagne en 1907, 1909 et 1910.
Il représente son pays aux Jeux olympiques d'été de 1908 à Londres et au championnat d'Europe de 1910 à Berlin. Il ne participe jamais aux championnats du monde.

### Reconversion
John Keiller Grieg prend sa retraite sportive en 1910 et devient juge de patinage. Il est notamment juge lors des mondiaux de 1912 à Davos pour la catégorie féminine, et lors des mondiaux de 1914 à Saint-Moritz pour la catégorie des couples.
Il est aussi à l'aise sur les skis que sur les patins ; il est également un excellent joueur de curling, jouant régulièrement au Prince's Skating Club de Londres ; il pratique aussi le tir d'élite ; ainsi que le golf où il est nommé capitaine du Ballater GC dans l'Aberdeenshire en 1923.

### Famille
John Keiller Greig est le cousin de l'archéologue Alexander Keiller (1899-1955).

## Palmarès
| Compétitions                    | 1905 | 1906 | 1907 | 1908 | 1909 | 1910 |  |  |  |  |  |  |  |  |
| Jeux olympiques                 |      |      |      | 4e   |      |      |  |  |  |  |  |  |  |  |
| Championnats du monde           |      |      |      |      |      |      |  |  |  |  |  |  |  |  |
| Championnats d'Europe           |      |      |      |      |      | 4e   |  |  |  |  |  |  |  |  |
| Championnats de Grande-Bretagne | 3e   | 2e   | 1er  |      | 1er  | 1er  |  |  |  |  |  |  |  |  |
|                                 |      |      |      |      |      |      |  |  |  |  |  |  |  |  |